# 국제 관계 (1989년 이후)
국제 관계 (1989년 이후)(영어: international relations since 1989)는 탈냉전 시대의 세계 정세의 주요 흐름을 다룬다.

## 경향
21세기는 2000년대 후반과 2010년대 초반의 대침체로 예시된 바와 같이 상호 연결된 경제에 대한 결과적으로 증가된 위험과 함께 경제 세계화 및 통합의 증가로 특징지어진다. 이 시기는 또한 휴대전화와 인터넷을 통한 통신의 확장을 경험했고, 이는 비지니스, 정치, 개인이 공통 관심사에 따라 네트워크를 형성하고 정보를 찾는 방식에 근본적인 사회적 변화를 가져왔다.

## 같이 보기
- 국제 관계
- 국제 관계 (1648년-1814년)
- 국제 관계 (1814년-1919년)
- 국제 관계 (1919년-1939년)